# Wil Horneff
William Samuel Horneff (Englewood, 12 giugno 1979) è un attore statunitense.

## Biografia

### Infanzia e carriera
Maggiore di quattro figli (dopo di lui due sorelle, Samantha e Vanessa — quest'ultima anche attrice —, e un fratello, John), è cresciuto a Saddle River (New Jersey).
Ha iniziato a recitare ancora bambino, a 13 anni, nel 1992; tra le sue prime apparizioni Horneff ha avuto un ruolo nel film I ragazzi vincenti (1993), insieme ad altri giovanissimi attori quali Chauncey Leopardi, Tom Guiry, Patrick Renna, Grant Gelt, Mike Vitar, Marty York, Victor DiMattia, Shane Obedzinski, e successivamente nella serie televisiva Law & Order - I due volti della giustizia; nello stesso anno ha avuto un ruolo importante nel film Killer machine a cui ha fatto seguito, nel 1995, il ruolo di protagonista nel film Una gorilla per amica.
Dopo aver lavorato in ambito cinematografico e televisivo ricoprendo parecchi altri ruoli in film e serie televisive, l'attore ha preso una pausa temporanea per completare la scuola superiore e frequentare poi la prestigiosa Columbia University nella città di New York per conseguire quindi la laurea.
Durante questo periodo di pausa Horneff ha anche viaggiato diffusamente, visitando Francia, Spagna e Germania, circostanza che ha consentito all'attore di imparare a parlare in modo scorrevole sia il francese che il tedesco.
Ha anche trascorso parecchi mesi in Russia, aiutando i bambini svantaggiati della città di Kostroma e dintorni.
Nel 2002 ha fatto il suo ritorno sulle scene cinematografiche, tornando per la seconda volta come guest star sul set della serie Law & Order - I due volti della giustizia.
A partire da allora è apparso in serie quali CSI: NY e Dr. House - Medical Division.

### Vita privata
Amante degli sport già dalla più tenera età, tra le attività preferite dell'attore tennis, basket, karate (in cui ha guadagnato una cintura nera), sci, alpinismo e arrampicata, Ju jitsu brasiliano e pilotaggio. Ha preso lezioni di volo a partire dall'età di 14 anni e ha ottenuto la licenza di pilota diversi anni più tardi.

## Filmografia parziale
- Ghostwriter (1992) - serie TV, episodi: "Ghost Story: Part 3"; "Ghost Story: Part 5"
- I ragazzi vincenti (The Sandlot) (The Sandlot Kids) (1993)
- Killer machine (Ghost in the Machine) (1993)
- Law & Order - I due volti della giustizia, episodio "Una questione di cromosomi" (1993)
- Il cucciolo (Un cucciolo per Jody) (The Yearling) (1994)
- Oldest Living Confederate Widow Tells All (1994)
- Una gorilla per amica (Born to Be Wild) (1995)
- Stephen King's Shining (The Shining) (1997)
- Harvest (A Desperate Season) (Cash Crop) (1998)
- 2 Little, 2 Late (1999)
- Law & Order - I due volti della giustizia, episodio "Un ragazzo esaltato" (2002)
- The Handler, episodio "Wedding Party" (2004)
- The Roost: La tana (The Roost) (2005)
- CSI: NY, episodio "Testimone oculare" (2005)
- Dr. House - Medical Division (House, M.D.) – serie TV, episodio 2x05 (2005)
- 7eventy 5ive (2007)
- A Dance for Bethany (2007)

## Doppiatori italiani
Nelle versioni in italiano delle opere in cui ha recitato, Wil Horneff è stato doppiato da:
- Gabriele Lopez in Dr. House - Medical Division
- Fabrizio Odetto in CSI: NY